# Welt-Ende – Gericht – Neue Welt

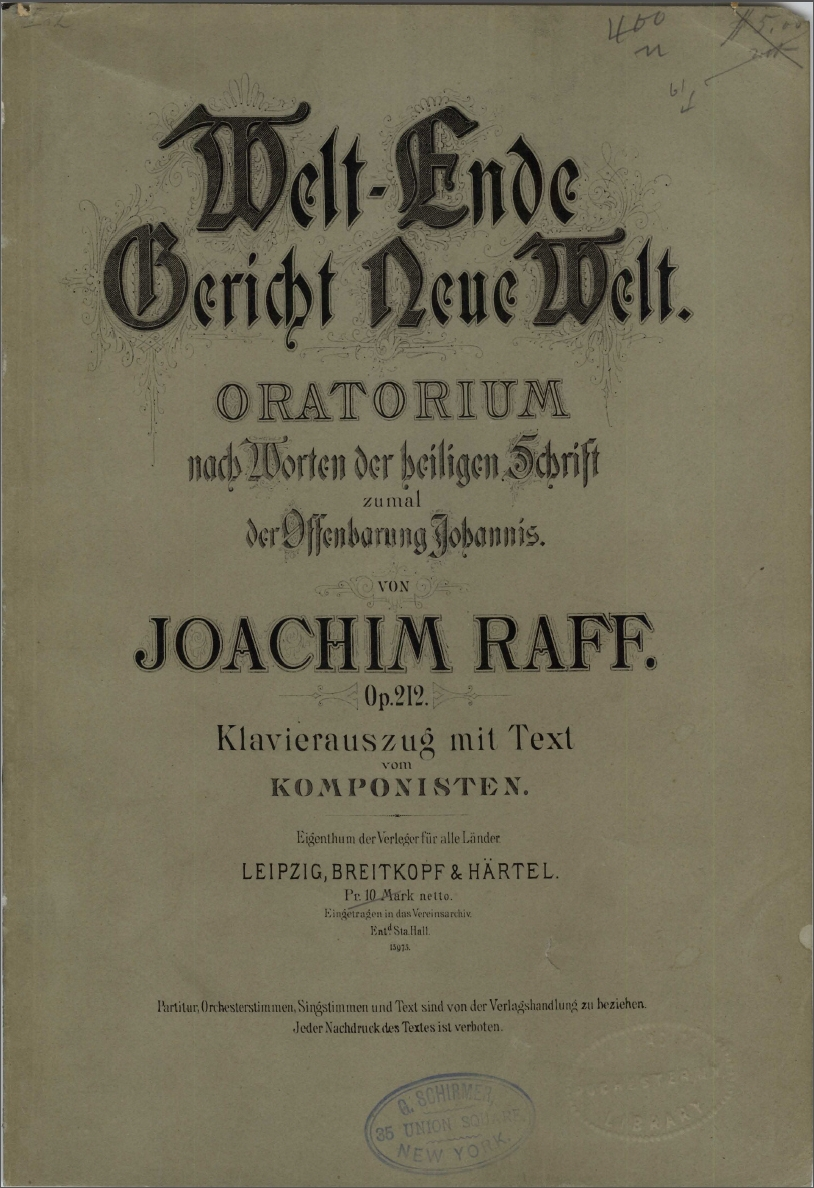
Titelblatt des Klavierauszuges, Breitkopf & Härtel, Leipzig 1882

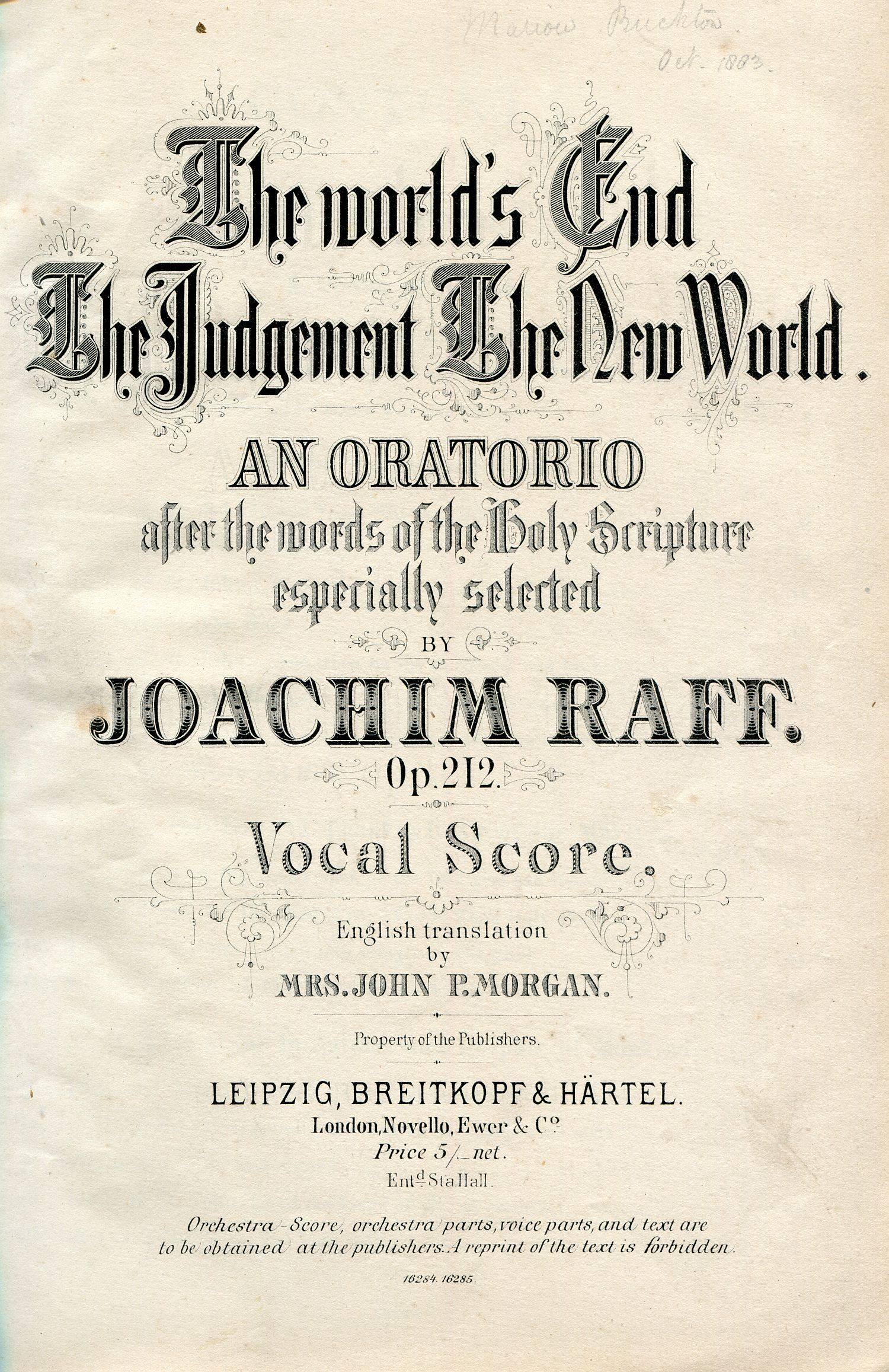
Titelblatt der englischen Ausgabe der Chorstimmen

Welt-Ende – Gericht – Neue Welt op. 212 ist ein Oratorium des Komponisten Joseph Joachim Raff nach Worten der heiligen Schrift, insbesondere der Offenbarung des Johannes. Im Englischen trägt es neben der wörtlichen Übersetzung auch den Kurztitel The World’s End.

## Besetzung
Das Werk ist gemäß einer Standardinstrumentation seiner Zeit mit drei Flöten, zwei Oboen, zwei Klarinetten, zwei Fagotten, vier Hörnern, zwei Trompeten, drei Posaunen, Tuba, Pauken, Triangel, kleiner und große Trommel und Streichern besetzt. Für die Gesangsstücke gibt es einen Mezzosopran, einen Bariton und einen Chor. Müller-Reuter empfiehlt davon abweichend zwei paar Pauken: „Mit 2 Pauken ist nicht auszukommen, am besten werden zwei Paare verwendet, die jedoch von einem Musiker bedient werden können.“ Die Orgelpartie der ersten Aufführungen ist nicht in der Druckpartitur enthalten, und es ist unklar, von wem sie stammt.

## Entstehungsgeschichte
Müller-Reuter berichtet aus einem Brief von Doris Raff, der Witwe des Komponisten:

„Den Plan zu dem Werke hatte Raff viele Jahre mit sich herumgetragen, nur beabsichtigte er anfangs die vier apokalyptischen Reiter als selbständiges Orchesterwerk zu arbeiten.
Je mehr er sich indes in den gewaltigen Stoff vertiefte, desto mehr nahm derselbe ihn gefangen und gab ihn schliesslich den Gedanken eines Oratoriums ein, zu welchem er sich den Text aus der Bibel zusammenstellte.
Über die Gliederung des Werkes war er bald mit sich im Reinen; dem erzählenden Bariton dachte er die Partie des Evangelisten Johannes zu, die der Altstimme schuf er in der Absicht, erstens dem lyrischen Element sein Recht zu lassen und zweitens durch Einführung einer Frauenstimme gleichsam den Eindruck der ‚Stimme von Oben‘ hervorzubringen. Weitere Solisten einzuführen fand er nicht recht ratsam, da alle bedeutenden Momente in den Händen des Chores oder Orchesters liegen sollten. Das Motiv womit das Werk beginnt und das am häufigsten wiederkehrt, dachte sich Raff als Gottes- oder Offenbarungsmotiv.
Die drei ersten Intermezzi der apokalyptischen Reiter haben als choralartigen, in verschiedenen Tonarten wieder kehrenden Schluss: das Todesmotiv, welches im vierten Intermezzo: ‚Tod und Hölle‘ zu selbständiger Entfaltung gelangt.
Der ‚Hunger‘ schleicht langsam auf hinkendem Pferde, gefolgt vom Ächzen der Verschmachtenden.
Durch den orientalisch gefärbten Satz der ‚Pest‘ tönt der scharfe Klang der schwirrenden Pfeile.
Dem Rhythmus aller 4 Orchestersätze liegt das Traben der Rosse zu Grunde.“

Inzwischen wurde das Manuskript in einem Archiv in Weimar gefunden.
Die Veröffentlichung des Werks geschah durch Breitkopf & Härtel (Partitur Mai 1883, Orchesterstimmen Juli 1883, Chorstimmen März 1882, Klavierauszug Januar 1882). Die Aufführungsdauer beträgt circa 100 Minuten.

## Erste Aufführungen
Die Angaben zu den ersten Aufführungen beruhen auf den Angaben von Müller-Reuter
- Dienstag, den 17. Januar 1882 in der Stadtkirche zu Weimar nach dem Manuskript[3]

Leitung: Karl Müller-Hartung
Solisten: Louise Schärnack (Mezzosopran) und Karl Scheidemantel (Johannes)
Orgel: Sulze
Chor: Singakademie & Chorgesangverein & Chor der Musikschule & Kirchenchor
Orchester: Grossherzogliche Hofkapelle & Streichorchester der Musikschule
- Leeds (England), Donnerstag, den 11. Oktober 1883 in einem Konzert des Leedser Musikfestes

in englischer Sprache (Übertragung von Mrs. John P. Morgan)
Leitung von Arthur Sullivan
Anmerkung: Der Komponist selbst wollte die letzten Proben leiten und dann dirigieren (siehe Bericht von Leßmann), starb jedoch zuvor. Die Times berichtete über die Aufführung.
Solisten: Grace Damian (Mezzosopran) und Charles (St. John)
Orgel: Walter Parrat
- Düsseldorf, Donnerstag, den 25. Oktober 1883 in der Tonhalle

im 1. Konzert des Musikvereins
Leitung: Julius Tausch
Solisten: Fides Keller (Mezzosopran) und Karl Scheidemantel (Johannes)
- Weimar, Freitag, den 14. Dezember 1883

in einem Konzert zum Besten der Töpferstiftung.
Leitung, Solisten, Chöre, Orchester und Orgel wie bei der Aufführung am 17. Januar 1882
- Wiesbaden, Dienstag, den 19. Februar 1884

im Saale des Kurhauses im 2. Konzert des Cäcilienvereins
unter der Leitung von Leonhard Wolff
Solisten: Hermine Spiess und Karl Scheidemantel
- Weimar, Sonnabend, den 24. Mai 1884

in der Stadtkirche in dem zweiten Konzert der 21. Tonkünstlerversammlung des Allgemeinen Deutschen Musikvereins
Leitung und Solisten wie bei der Aufführung am 17. Januar 1882
- Berlin, Montag, den 23. November 1885

in der Garnisonkirche durch den Schnöpfschen Gesangverein
unter Leitung von [Paul] Schnöpf
Solisten: Helene Wegener und Adolf Schulze

## Berichte über die frühen Aufführungen
Im Rahmen eines Artikels Aus dem Concertsaal berichtet der Komponist und Musikkritiker Otto Leßmann in der Allgemeinen Musik-Zeitung von der ersten Berliner Aufführung des Werkes im November 1885 und zitiert darin aus einem Brief von Raffs Witwe:
Am Montag, den 23. d. M. führte der Schnöpf’sche Gesangverein in der Garnisonkirche zum ersten Male in Berlin Raffs Oratorium „Welt-Ende, Gericht, Neue Welt“ auf. […] Über die Entstehung und Anlage des Werkes gibt ein mir zur Verfügung gestellter Privatbrief der Witwe des Komponisten interessante Aufschlüsse, die ich hier im Wortlaut mitteile. Frau Doris Raff schreibt:
→ Siehe oben: Brief an Müller-Reuter 2. Teil
Die Neue Welt bedarf folgender Bemerkung: Es wurde nach der ersten Aufführung der Einwand erhoben, dass am Schlusse der Chor der erlösten Seele noch so jämmerlich rufe: komme bald o Erlöser. Dem ist aber entgegenzuhalten, dass die Vision des Evangelisten nicht enthält was ist, sondern was sein wird. Die Verheissung dessen „der auf dem Stuhle sass“ weist beständig in die Zukunft. Ich werde sein Gott sein, er wird mein Sohn sein. Auch der Schlusschor beginnt mit den Worten „die Erlöseten des Herrn werden kommen mit Jauchzen“ und der Ruf: „komme bald, o Erlöser“ entspringt dem hoffnungsfreudigen Sehnen der harrenden Menschheit, auf deren Standpunkt wir hier wieder stehn. So sah es der Komponist in seinem Verhältnisse zum Text an. Sorgfältig hat Raff jeden konfessionellen Anklang in seinem Werke ferngehalten. Er wollte möglichst dazu beitragen, dass Jeder die reine Freude im Anhören empfinde, wie er sie bei der Schöpfung des Oratoriums empfand. Es war eins seiner Lieblingskinder und lange Zeit kam die Offenbarung Johannes nicht von seinem Schreibtisch, da er immer während des Komponierens darin las, um seine Musik ganz von dem gewaltigen Geiste derselben durchdringen zu lassen.
So ist das Werk zwar während mehrerer Jahre nach und nach entstanden, aufgeschrieben aber wurde es erst am Ende der 1870er und Anfang der 1880er Jahre.
Otto Leßmann berichtet weiter:

„Man hat dem Raff’schen Werke zum Vorwurf gemacht, dass es in Folge der ausgedehnten Orchestersätze an Stileinheit verloren habe. Ich möchte diesem Vorwurfe nicht zustimmen. Die selbständigen Orchestersätze sind in der von Raff, dem Stoff entsprechend verwendeten Anzahl in dem Oratorium neu, allein wir haben in der neueren Musik gegen früher eine grössere und charakteristischere Ausdrucksfähigkeit der Instrumentalmusik, besonders auf dem Gebiete der Oper, anerkannt, warum soll dem der Oper verwandten Oratorium dieser Fortschritt verwehrt sein?“

Neben der Uraufführung fanden weitere Aufführungen in der Stadtkirche zu Weimar statt, alle unter der Leitung von Karl Müller-Hartung mit den Solisten Louise Schärnack und Karl Scheidemantel. Für eine Aufführung beim Musikfest in Leeds, England, am 11. Oktober 1883 wurde der Text in die englische Sprache übersetzt. Raff hatte bereits zugesagt, diese Aufführung selbst zu leiten, aber sein Tod im Juni 1882 verhinderte dies.

## Aufzeichnungen
Am 23. November 1986 fand in Empfingen eine Aufführung des Oratoriums statt, die vom Südwestfunk aufgezeichnet und auf drei Langspielplatten veröffentlicht wurde. Die Besetzung war Mechthild Georg (Mezzosopran), Kurt Widmer (Bariton, Johannes), die Balinger Kantorei, der Kirchenchor Empfingen und Mitglieder des Kirchenchores Wiesenstetten, Mitglieder des Sinfonieorchesters des Südwestfunks, die Gesamtleitung übernahm Gerhard Rehm.
Anlässlich des Raff-Jubiläumsjahres 2022 wurde das Oratorium in der Pfarrkirche Lachen und im Gewandhaus zu Leipzig aufgeführt. Der GewandhausChor, die Camerata Lipsiensis sowie die Solisten Marie Henriette Reinhold (Mezzosopran) und Andreas Wolf (Bariton, Johannes) traten unter der Leitung von Gregor Meyer auf. Eine Veröffentlichung ist geplant – es wäre die erste in digitaler Form.

## Text und Musik
Der Text basiert im Wesentlichen auf der Offenbarung des Johannes, dem letzten Buch des Neuen Testaments.

Die für das Leeds Festival angefertigte Übertragung in die englische Sprache ist in eckige Klammern gesetzt.
| Text | Tonart | Tempo            | Takt | Bibel      |
| --- | ------ | ---------------- | ---- | ---------- |
| Erste Abteilung: Welt-Ende [The World’s End] |        |                  |      |            |
| A. Vision des Johannes [Vision of St. John] |        |                  |      |            |
| 1. Rezitativ und Arie des Johannes (Solo: Bariton) [Recit. and Aria of St. John] |        |                  |      |            |
| Und ich sah in der rechten Hand dessen, der auf dem Stuhle saß, ein Buch, versiegelt mit sieben Siegeln. [And I saw in the right hand of him upon the Throne, a book, sealed with seven seals] | E-dur  | Adagio           | 4/4  | Offb 5,1   |
| Und ich sah einen starken Engel predigen mit großer Stimme: Wer ist würdig, das Buch aufzutun und seine Siegel zu brechen? [And I saw an angel strong proclaiming with mighty voice: Who is worthy, the book to open, and who its seal to break?] | E-Dur  | Adagio           | 4/4  | Offb 5,2   |
| Und Niemand im Himmel und auf Erden noch unter der Erde konnte das Buch auftun und darein sehen. [And no man in heaven, nor on earth neither under the earth was able the book to open, neither to look thereon] | E-Dur  | Adagio           | 4/4  | Offb 5,3   |
| Und ich weinete sehr, daß Niemand würdig erfunden ward, das Buch aufzutun, und zu lesen, noch darein zu sehen. [And I grieved sore that no man, no man was found worthy the book to open, nor to read it, neither to look thereon] | E-Dur  | Adagio           | 4/4  | Offb 5,4   |
| Herr, höre meine Stimme, wenn ich rufe. Sei mir gnädig und erhöre mich! [Lord, hear my voice when I call unto Thee, Be Thou gracious! Hear and answer me!] | As-Dur | Larghetto        | 3/4  | Ps 27,7    |
| Verbirg dein Antlitz nicht vor mir, und verstoße nicht im Zorn deinen Knecht! Denn du bist meine Hilfe. Laß mich nicht und tue nicht vor mir die Hand ab. Gott, mein Heil! [Hide not Thy face, o Lord, from me, and cast me not away in Thy wrath! For Thou, Thou art my Helper! Leave me not! With hold not Thy gracious hand from me, God my Light!] | As-Dur | Larghetto        | 3/4  | Ps 27,9    |
| 2. Rezitativ des Johannes (Solo: Bariton) [Recit. of St. John] |        |                  |      |            |
| Und ich sah; und siehe, vor dem Stuhle stand ein Lamm, wie es erwürget wäre. [And I saw: and lo, there before the Throne, a Lamb at it were slain, was standing.] | A-moll | Adagio           | 4/4  | Offb 5,6   |
| Und es kam, und nahm das Buch aus der rechten Hand dessen, der auf dem Stuhle saß. [And he came, and took the book from the hand of him, who sat up the Throne.] | A-moll | Adagio           | 4/4  | Offb 5,7   |
| Und ich hörte eine Stimme vieler Engel um den Stuhl, die sangen: [And I heard the voice, the voice of many angels roud the Throne proclaiming:] | A-moll | Adagio           | 4/4  | Offb 5,11  |
| 3. Chor der Engel (Frauenchor) [Corus of Angels] |        |                  |      |            |
| Das Lamm, das erwürget ist, ist würdig zu nehmen Kraft, und Reichtum und Weisheit und Stärke, und Ehre und Preis und Lob. Amen! [The Lamb, that was slained, is worthy to receive all Strength and Riches and Wisdom and Power and Glory and Praise, Honor and Praise! Amen!] | G-Dur  | Andante          | 4/4  | Offb 5,12  |
| B. Die apokalyptischen Reiter [The apocalyptic Riders.] |        |                  |      |            |
| 4. Rezitativ des Johannes (Solo: Bariton) [Recit. of St. John] |        |                  |      |            |
| Und ich sah, daß das Lamm der Siegel eines auftat. Und ich hörete eine Stimme sagen: Komm und siehe zu! [And I saw, that the Lamb the seal of one unloosed. And I heard as it were a voive proclaiming: Come, come and see!] | C-Dur  | L’istesso tempo  | 6/4  | Offb 6,1   |
| Und ich sah; und siehe, ein weiß Pferd, und der darauf saß, hatte einen Bogen; und ihm ward gegeben eine Krone, und er zog aus, zu überwinden, daß er siegete. [And behold I saw a white horse and he that sat on him he held a bow. And unto him was giveln a crown and he wet forth, to conquer and as a conqueror.] | C-Dur  | Allegro          | 6/4  | Offb 6,2   |
| 5. Intermezzo: Die Pest (Orchester) [The Pestilence] | D-moll | Allegro          | 4/4  |            |
| 6. Rezitativ des Johannes (Solo: Bariton) [Recit. of St. John] |        |                  |      |            |
| Und da es das andere Siegel auftat, hörte ich eine Stimme sagen: Komm und siehe zu! [And when he the second seal had broken, I heard as it were a voive proclaiming: Come, come and see!] | A-moll | Andante          | 4/4  | Offb 6,3   |
| Und es ging heraus ein ander Pferd, das war rot; und dem der darauf saß, ward gegeben den Frieden zu nehmen von der Erde, und daß sie sich unter einander erwürgeten; und ihm ward ein groß Schwert gegeben. [And there went forth another horse, that was red, and he sat thereon, had pow'r to take Peace, to take Peace from the earth and that they should kill and slay one another. To him a great sword was given.] | A-moll | Andante          | 4/4  | Offb 6,4   |
| 7. Intermezzo: Der Krieg (Orchester) [The War] | A-moll | L’istesso tempo  | 4/4  |            |
| 8. Rezitativ des Johannes (Solo: Bariton) [Recit. of St. John] |        |                  |      |            |
| Und da es das dritte Siegel auftat, hörte ich eine Stimme sagen: Komm und siehe zu! Und siehe, ein schwarz Pferd; und der darauf saß, hatte eine Waage in der Hand; [And when he the third great seal had broken, I heard as it were a voive proclaiming: Come, come and see! And lo! a black horse! and he who rode had a pair of scales in his hand] | D-Dur  | Largo            | 6/4  | Offb 6,5   |
| und die Stimme sprach: Ein Maß Weizen um einen Groschen, und drei Maß Gerste um einen Groschen, und dem Öl und Wein tue kein Leid! [and a voice spoke: A measure of wheat for a penny, and three of barley for a penny, and the oil and wine do thou no hurt!] | D-Dur  | Largo            | 6/4  | Offb 6,6   |
| 9. Intermezzo: Der Hunger (Orchester) [The Famine] | H-moll | piu mosso        | 6/4  |            |
| 10. Rezitativ des Johannes (Solo: Bariton) [Recit. of St. John] |        |                  |      |            |
| Und da es das vierte Siegel auftat, hörete ich die Stimme sagen: Komm und siehe zu! [And when he the fourth seal was broken, I heard as it were a voive proclaiming: Come, come and see!] | E-moll | Allegro          | 4/4  | Offb 6,7   |
| Und ich sah, und siehe: ein fahl Pferd, und der darauf saß, deß Name hieß Tod, und die Hölle folgte ihm nach. [And I saw and lo: a pale horse, and he who had sat thereon, his name was Death. And hell followed him] | E-moll | Andante          | 4/4  | Offb 6,8   |
| 11. Intermezzo: Tod und Hölle (Orchester) [Death and Hell] | E-moll | L’istesso tempo  | 4/4  |            |
| C. Frage und Dank der Märtyrer [Petition and Thanksgiving of the Martyrs] |        |                  |      |            |
| 12. Rezitativ des Johannes (Solo: Bariton) [Recit. of St. John] |        |                  |      |            |
| Und da es das fünfte Siegel auftat, sah ich die Seelen derer, die erwürget waren um des Wortes Gottes willen, und um des Zeugnisses willen, das sie hatten. [And when he the fifth seal had loos'd saw I the souls of them, as Martyrs slain for the Word of God, and for the testimony, they have given.] | F-moll | Andante          | 4/4  | Offb 6,9   |
| Und Sie schrieen mit großer Stimme: [And they cried with a loud voice:] | F-moll | L’istesso tempo  | 4/4  | Offb 6,10  |
| 13. Erster Chor der Märtyrer (gem. Chor) [1st Chorus of the Martyrs] |        |                  |      |            |
| Herr, du Heiliger und Wahrhaftiger! Wie lange richtest du nicht und rächest nicht unser Blut an denen, die auf der Erde wohnen? [Lord Thou Holy one. true and righteous! How long judgest thou not avenging not our blood on them that dwell upon the earth?] | F-moll | L’istesso tempo  | 6/4  | Offb 6,10  |
| 14. Rezitativ des Johannes (Solo: Bariton) [Recit. of St. John] |        |                  |      |            |
| Und ihnen wurde gegeben einem Jeglichem ein weißes Kleid; und ward zu ihnen gesagt, daß sie ruheten noch eine kleine Zeit, bis vollends dazu kämen ihre Mitknechte und Brüder, die auch sollten noch ertötet werden, gleichwie sie. [And unto ev'ry one was given a white robe and it was said unto them, that they rest for a yet a little season, until come also their fellowservants and brethren, that should also suffer death as they had suffered death.]                                                                                            | F-Dur  | L’istesso tempo  | 4/4  | Offb 6,11  |
| 15. Zweiter Chor der Märtyrer (gem. Chor) [2nd Chorus of the Martyrs] |        |                  |      |            |
| Wir danken dir, Herr, allmächtiger Gott, daß du hast angenommen deine große Kraft und herrschest! [We thank Thee, o Lord, almighty God, that Thou hast girded on Thy mighty pow'r and reignest.] | F-Dur  | Allegro          | 4/4  | Offb 11,17 |
| Und es ist gekommen dein Zorn, und die Zeit der Toten, zu richten, und zu geben den Lohn deinen Knechten, den Propheten und den Heiligen, und denen, die deinen Namen fürchten, den Kleinen und den Großen; und zu verderben, die die Erde verderbet haben. [And that now Thy Wrath is come, and the time to judge us, to judge dead, to judge, and to give Thy reward to Thy servants, the Prophets and the Holy ones, and those who love Thy name and fear Thee, the small and the great, and the great, and to destroy them, who the earth have spoiled.] | F-Dur  | Andante          | 4/4  | Offb 11,18 |
| Wir danken dir, Herr, allmächtiger Gott. [We thank Thee, o Lord, almighty God] | F-Dur  | Allegro          | 4/4  | Offb 11,17 |
| D. Letzte Zeichen in der Natur und Verzweiflung der Menschen [Last Signs in Nature and Despair of Mankind] |        |                  |      |            |
| 16. Rezitativ und Arie einer Stimme (Solo: Mezzosopran) [Recit. and Aria: A voice] |        |                  |      |            |
| Schlage an mit deiner Sichel, und ernte; denn die Zeit der Ernte ist gekommen, denn die Ernte der Erde ist dürre geworden. [Thrust in thy sickle, and reap for the time of reaping is now come for the harvest of the earth…] | D-moll | Allegro          | 6/8  | Offb 14,15 |
| Schlage an mit deiner scharfen Hippe, und schneide die Trauben auf der Erde, denn ihre Beeren sind reif. […of gather the clusters of vine, the grapes are full and ripe] | D-moll | Allegro          | 6/8  | Offb 14,18 |
| Groß und wundersam sind deine Werke, Herr, gerecht und wahrhaftig sind deine Wege, du König der Heiligen. [Great and wonderful are all Thy works. Lord! And just and true o Lord, all Thy ways, Thou King of the Holy!] | D-Dur  | Adagio           | 4/4  | Offb 15,3  |
| Wer soll dich nicht fürchten, Herr, und deinen Namen nicht preisen? Denn du allein bist heilig! [Who shall not fear the Lord? and glorify Thy holy Name? for Thou alone art holy!] | D-Dur  | Adagio           | 4/4  | Offb 15,4  |
| 17. Rezitativ des Johannes (Solo: Bariton) [Recit. of St. John] |        |                  |      |            |
| Und ich sah, daß es das sechste Siegel auftat; und siehe, da ward ein großes Erdbeben, und die Sonne ward wie ein härener Sack, und der Mond ward wie Blut. [And I saw, that he had opened the sixth seal. And lo! There was a great earth quake and the sun became as sackcloth of hair, and the moon was as blood.] | A-moll | Andante con moto | 4/4  | Offb 6,12  |
| Und die Sterne des Himmels fielen auf die Erde, gleichwie ein Feigenbaum seine Feigen abwirft, wenn er vom großen Winde bewegt wird. [And the stars of Heaven fell upon the earth, ev’n as a fig tree casteth her fruit untimely, when in a mighty wind she is shaken.] | A-moll | Andante con moto | 4/4  | Offb 6,13  |
| Und der Himmel entwich, wie ein zugerolltes Buch, und alle Berge und Inseln wurden bewegt aus ihren Örtern. [And the Heaven roll'd away, parted as a mighty scroll and all the mountains and islands were moved out of their places.] | A-moll | Andante con moto | 4/4  | Offb 6,14  |
| 18. Intermezzo: Die letzten Zeichen (Orchester) [The last signs] | A-moll | L’istesso tempo  | 4/4  |            |
| 19. Rezitativ des Johannes (Solo: Bariton) [Recit. of St. John] |        |                  |      |            |
| Und die Könige auf Erden, und die Obersten, und die Reichen, und die Hauptleute, und die Gewaltigen und alle Knechte, und alle Freien verbargen sich in den Klüften und Felsen an den Bergen; [And the kings of all the earth, and the great ones, and the rich men, the chief Captains, and the mighty men and every bond man, and all free man hid themselves in the dens and the rocks of the mountains,] | A-moll | L’istesso tempo  | 4/4  | Offb 6,15  |
| und sprachen zu den Bergen und Felsen: [and called the mountains and rocks:] | A-moll | L’istesso tempo  | 4/4  | Offb 6,16  |
| 20. Chor [Chorus] |        |                  |      |            |
| Fallet auf uns und verberget uns vor dem Angesicht deß, der auf dem Stuhle sitzt und vor dem Zorn, dem Zorn des Lammes. [Fall on us, fall down and hide us from the face of Him, upon the Throne and from the face of Him, who sits on the Throne. o fall! us from the wrath, the wrath of the Lamb.] | E-moll | Allegro          | 3/4  | Offb 6,16  |
| Denn es ist gekommen der große Tag seines Zorns und wer kann vor ihm bestehen? [for the day is come, the great day of His wrath. Who before Him can stand? Who?] | E-moll | Allegro          | 3/4  | Offb 6,17  |
| Zweite Abteilung: Gericht [The Judgement] |        |                  |      |            |
| 21. Rezitativ des Johannes (Solo: Bariton) [Recit. of St. John] |        |                  |      |            |
| Und da es das siebente Siegel auftat, ward eine Stille im Himmel. [And when he the seventh seal had broken, the was a silence in Heaven.] | A-moll | Andante          | 4/4  | Offb 8,1   |
| Und ich sah sieben Engel, die da traten vor Gott; und ihnen wurden sieben Posaunen gegeben; und sie posauneten. [And I saw seven angels which stood before God; and unto them, seven trumpets were given, and they trumpeted.] | A-moll | Andante          | 4/4  | Offb 8,2   |
| 22. Intermezzo: Posaunenruf (Orchester) [Trumpet-Call] | A-moll | Adagio           | 4/4  |            |
| 23. Rezitativ des Johannes (Solo: Bariton) [Recit. of St. John] |        |                  |      |            |
| Und die Erde und das Meer gaben den Toten, die darinnen waren, und der Tod und die Hölle gaben die Toten heraus, die darinnen waren. [And the earth and the sea gave up the dead which were in them. And Death and Hell the dead, the dead gave out, which were in them.] | A-moll | L’istesso tempo  | 4/4  | Offb 20,13 |
| 24. Intermezzo: Die Auferstehung (Orchester) [The Resurrection] | A-moll | L’istesso tempo  | 4/4  |            |
| 25. Rezitativ des Johannes (Solo: Bariton) [Recit. of St. John] |        |                  |      |            |
| Und ich sah die Toten, beide, groß und klein, stehen vor Gott: und die Bücher wurden aufgetan, und ein anderes Buch ward aufgetan, welches ist das Buch des Lebens. [And I saw the dead, both, great and small, stand before God, and the book were all opened. And another book was opened, the book of Life] | E-moll | un poco ritard.  | 4/4  | Offb 20,12 |
| 26. Doppelchor [Double-Chorus] |        |                  |      |            |
| Die Guten: Mein Herr, ich hoffe auf dich; laß mich nicht zu Schanden werden! [My Lord, I hope in Thee, let me never be confounded!] | G-Dur  | L’istesso tempo  | 4/4  | Ps 25,2    |
| Gedenke, Herr, an Deine Barmherzigkeit und an Deine Güte, die von der Welt her gewesen ist. [And on all Thy kindness, on all the kindness both now and ever world without end.] | G-Dur  | L’istesso tempo  | 4/4  | Ps 25,6    |
| Die Bösen: Ach Herr! Strafe mich nicht in deinem Zorn, und züchtige mich nicht in deinem Grimm! [Ah Lord, chastise me not in Thy great wrath, destroy me not in Thy great anger!] | G-Dur  | L’istesso tempo  | 4/4  | Ps 6,2     |
| Denn im Tode gedenket man deiner nicht, wer will dir in der Hölle danken? [For in Death man remembereth naught of Thee. Who in the grave will give Thee thanks?] | G-Dur  | L’istesso tempo  | 4/4  | Ps 6,6     |
| 27. Rezitativ des Johannes (Solo: Bariton) [Recit. of St. John] |        |                  |      |            |
| Und die Toten wurden gerichtet nach der Schrift in den Büchern, nach ihren Werken. [And the dead were judg'd ev'ry man of the things which were written after his works.] | C-Dur  | Adagio           | 4/4  | Offb 20,12 |
| Und so Jemand nicht ward erfunden geschrieben in dem Buche des Lebens, der ward geworfen in den feurigen Pfuhl. Das ist der andere Tod. [And whosoe'er was not found written in the book of Life, he was cast out into the fiery lake. And that is the other Death] | C-Dur  | Adagio           | 4/4  | Offb 20,15 |
| 28. Intermezzo: Das Gericht (Orchester) [The Judgement] | F-Dur  | L’istesso tempo  | 4/4  |            |
| 29. Arioso einer Stimme (Solo: Mezzosopran) [Arioso – A Voice]… |        |                  |      |            |
| Gnädig und barmherzig ist der Herr, geduldig und von großer Güte. [Gracious and merciful is The Lord, most gracious and of great kindness] | C-Dur  | L’istesso tempo  | 4/4  | Ps 145,8   |
| Der Herr ist allen gütig, und erbarmt sich aller seiner Werke. [The Lord to all is loving, merciful in all all This works.] | C-Dur  | L’istesso tempo  | 4/4  | Ps 145,9   |
| Es sollen dir danken, Herr, alle deine Werke, und deine Heiligen dich loben. [Thy works shall all praise Thee, o Lord, all Thy works shall praise Thee, and all Thy Holy ones shall laud Thee] | C-Dur  | L’istesso tempo  | 4/4  | Ps 145,10  |
| … und Chor [Chorus] |        |                  |      |            |
| Dein Reich ist ein ewiges Reich, und deine Herrschaft währet für und für. [Thy Throne an eternal Throne, and Thy kingdom is for ever sure.] | C-Dur  | L’istesso tempo  | 4/4  | Ps 145,13  |
| Dritte Abteilung: Neue Welt [The New-World] |        |                  |      |            |
| 30. Vorspiel (Orchester) [Intermezzo] | B-dur  | Andante          | 4/4  |            |
| 31. Rezitativ des Johannes (Solo: Bariton) [Recit. of St. John] |        |                  |      |            |
| Und ich sah einen neuen Himmel, und eine neue Erde. Denn der erste Himmel und die erste Erde verging, und das Meer ist nicht mehr. [And I saw a new heaven and a new earth; for the first heaven and the first earth pass'd away, and the sea was no more.] | C-Dur  | Adagio           | 4/4  | Offb 21,1  |
| Und ich sah eine neue heilige Stadt von Gott aus dem Himmel herniederfahren, zubereitet als eine geschmückte Braut ihrem Manne. [And I saw a new holy city descending from Heav’n coming down from God, and arrayed and adorn'd as a bride for her husband] | C-Dur  | Adagio           | 4/4  | Offb 21,2  |
| Und ich hörete eine Stimme von dem Stuhle, die sprach: [And I heard a great voice from the Throne saying:] | C-Dur  | Adagio           | 4/4  | Offb 21,3  |
| 32. Arie einer Stimme (Solo: Mezzosopran) … |        |                  |      |            |
| Siehe da eine Hütte Gottes bei den Menschen, und er wird bei ihnen wohnen, und sie werden sein Volk sein. [Behold the House of God is with men. And He will dwell with them, and they shall be His people.] | E-Dur  | L’istesso tempo  | 3/4  | Offb 21,3  |
| Und Gott wird abwischen alle Tränen von ihren Augen; und der Tod wird nicht mehr sein, noch Leid, noch Geschrei; noch Schmerzen wird mehr sein; denn das Erste ist vergangen. [And God shall wipe away all tears from their eyes, and death is no more, no sorrow, no crying, and pain shall be no more, for the former things have passed away.] | E-Dur  | L’istesso tempo  | 3/4  | Offb 21,4  |
| 33. Chor |        |                  |      |            |
| Lass sich freuen Alle, die auf dich trauen; ewiglich laß sie rühmen, denn du beschirmest sie; fröhlich laß sein in dir, die deinen Namen lieben! [Joyful, joyful all who trust in Thee, everymore, everymore, praising Thee evermore, Thee ever praising for Thou dost guard them. Let them rejoice, let them rejoice in Thee, all who Thy adore, Thy name adore.] | C-Dur  | Allegretto       | 4/4  | Ps 5,12    |
| Denn du, Herr, segnest die Gerechten: du krönest sie mit Gnade wie mit einem Schilde. [For Thou, Lord, blessest all the Righteous, Thou crownest them with mer as with a mighty shield.] | C-Dur  | Allegretto       | 4/4  | Ps 5,13    |
| 34. Rezitativ und Arie des Johannes (Solo: Bariton) [Recit. of St. John] |        |                  |      |            |
| Und der auf dem Stuhle saß, sprach: [And he that sat upon th Throne, said:] | A-Dur  | Larghetto        | 4/4  | Offb 21,5  |
| Siehe ich mache Alles neu. [See! I make all things new] | A-Dur  | L’istesso tempo  | 3/4  | Offb 21,5  |
| Ich bin der Anfang und das Ende. Ich will dem Durstigen geben von dem Brunnen des lebendigen Wassers umsonst. [A am the Alphy and Omega. Come all who thirst and I will give ye I will give ye from the living waters to drink, to Him who thirstes, freely from the fount of the living waters freely.] | A-Dur  | L’istesso tempo  | 3/4  | Offb 21,6  |
| Wer überwindet, der wird es alles ererben; und ich werde sein Gott sein, und er wird mein Sohn sein. [He that overcometh, He shall all inherit;and I will be his God, and he shall be my son.] | A-Dur  | L’istesso tempo  | 3/4  | Offb 21,7  |
| 35. Chor [Chorus] |        |                  |      |            |
| Die Erlöseten des Herrn werden kommen, kommen mit Jauchzen; ewige Freude wird über ihrem Haupte sein. Freude und Wonne werden sie ergreifen, und Schmerz und Seufzen wird weg müssen. [The Redeemed of the Lord, shall return, shall come with singing, joy everlasting shall be upon their heads. Joy and gladness shall be upon them, and sorrow, and sighing shall flee away.] | E-Dur  | L’istesso tempo  | 9/8  | Jes 35,10  |
| 36. Chor [Chorus] |        |                  |      |            |
| Komm, ja komme bald, Erlöser! [Come, yea come! Come soon, come soon, Redeemer!] | C-Dur  | Andante          | 4/4  | Offb 22,20 |
| Die Gnade unseres Herrn sei mit uns Allen! Amen! [The grace, the grace of our Lord be with us All. Amen!] | E-Dur  | Doppio Movimento | 2/2  | Offb 22,20 |

## Rezeption (Auswahl)
„Raffs ‚Welt-Ende, Gericht, Neue Welt‘ (…) pendelt zwischen französischen und deutsch-Mendelssohn'schen Elementen hin und her. Französisch ist das Spekulieren auf mystische Eindrücke und das Bestreiten ganzer Sätze durch schildernde Instrumentalmusik, deutsch der Stil des Chorsatzes und der Soloeinlagen. Teilnahmslos aber, ohne Stilgefühl und geistigen Halt musiziert Raff dahin. Nicht schlimmer konnte er sein Künstlertum diskreditieren, als durch die Instrumentalfarcen, mit denen die vier apokalyptischen Reiter (…) in der ersten, andere mystische Vorgänge in der zweiten Abtheilung abgebildet werden (…). Fade, zum Teil gegen die Elementarregeln des guten Satzes verstoßende Chöre der Engel decken den gänzlichen Mangel an Phantasie auf, und nur in wenigen Abschnitten (…) wohnt so viel Leben inne, daß man die Partitur geduldig bis zu Ende liest.“